# 쓰리 스트라이크
쓰리 스트라이크(3 Strikes)는 미국에서 제작된 DJ 푸 감독의 2000년 코미디 영화이다. 브라이언 훅스 등이 주연으로 출연하였고 마커스 모턴 등이 제작에 참여하였다.

## 출연

### 주연
- 브라이언 훅스
- 엔부쉬 라이트
- 페이즌 러브
- 데이빗 알란 그리어
- 빈센트 쉬아벨리

## 제작진
- 공동제작: 제레미아 사무엘즈
- 미술: 토머스 픽터
- 의상: 트레이시 화이트